# Yassine Salhi
Tránh nhầm lẫn với người chặt đầu một người đàn ông trong Vụ tấn công Saint-Quentin-Fallavier
Yassine Salhi (tiếng Ả Rập: ياسين الصالحي) thi đấu ở vị trí tiền đạo thi đấu cho câu lạc bộ Maroc tại Botola Moghreb Tétouan và đội tuyển quốc gia Maroc.

## Sự nghiệp quốc tế
In the Cúp bóng đá Ả Rập 2012 Morocco won the tournament và Salhi was the top scorer with 6 bàn thắng.

### Bàn thắng quốc tế
| # | Ngày                | Địa điểm                                             | Đối thủ | Tỉ số | Kết quả | Giải đấu               |
| - | ------------------- | ---------------------------------------------------- | ------- | ----- | ------- | ---------------------- |
| 1 | 23 tháng 6 năm 2012 | Sân vận động Hoàng tử Abdullah al-Faisal, Jeddah (N) | Bahrain | 2–0   | 4–0     | Cúp bóng đá Ả Rập 2012 |
| 2 | 29 tháng 6 năm 2012 | Sân vận động Hoàng tử Abdullah al-Faisal, Jeddah (N) | Yemen   | 1–0   | 4–0     | Cúp bóng đá Ả Rập 2012 |
| 3 | 29 tháng 6 năm 2012 | Sân vận động Hoàng tử Abdullah al-Faisal, Jeddah (N) | Yemen   | 2–0   | 4–0     | Cúp bóng đá Ả Rập 2012 |
| 4 | 29 tháng 6 năm 2012 | Sân vận động Hoàng tử Abdullah al-Faisal, Jeddah (N) | Yemen   | 3–0   | 4–0     | Cúp bóng đá Ả Rập 2012 |
| 5 | 29 tháng 6 năm 2012 | Sân vận động Hoàng tử Abdullah al-Faisal, Jeddah (N) | Yemen   | 4–0   | 4–0     | Cúp bóng đá Ả Rập 2012 |
| 6 | 3 tháng 7 năm 2012  | Sân vận động Hoàng tử Abdullah al-Faisal, Jeddah (N) | Iraq    | 2–0   | 2–1     | Cúp bóng đá Ả Rập 2012 |
| 7 | 15 tháng 8 năm 2012 | Sân vận động Hoàng tử Moulay Abdellah, Rabat (N)     | Guinée  | 2–0   | 2–1     | Giao hữu               |

## Thống kê câu lạc bộ
Tính đến 25 tháng 5 năm 2013
| Câu lạc bộ          | Mùa giải            | Giải vô địch | Giải vô địch | Cúp     | Cúp       | Khác    | Khác      | Tổng cộng | Tổng cộng |
| Câu lạc bộ          | Mùa giải            | Số trận      | Bàn thắng    | Số trận | Bàn thắng | Số trận | Bàn thắng | Số trận   | Bàn thắng |
| ------------------- | ------------------- | ------------ | ------------ | ------- | --------- | ------- | --------- | --------- | --------- |
| Raja Casablanca     | 2009-10             | 1            | 1            | -       | -         | -       | -         | 1         | 1         |
| Raja Casablanca     | 2010-11             | 28           | 7            | -       | -         | -       | -         | 28        | 7         |
| Raja Casablanca     | 2011–12             | 26           | 8            | -       | -         | -       | -         | 26        | 8         |
| Raja Casablanca     | 2012–13             | 19           | 7            | 2       | 1         | 4       | 1         | 25        | 9         |
| Tổng cộng sự nghiệp | Tổng cộng sự nghiệp | 74           | 23           | 2       | 1         | 4       | 1         | 80        | 25        |

## Danh hiệu

### Câu lạc bộ
- Raja Casablanca
  - Botola (2): 2010-11, 2012–13
  - Coupe du Trône (1): 2012
- Kuwait SC 
  - Kuwait Emir Cup: 2016

### Quốc tế
- Morocco
  - Cúp bóng đá Ả Rập (1): 2012